# Marcus Ziegler
Marcus Ziegler (10 agosto 1973) è un ex calciatore tedesco, di ruolo attaccante.

## Carriera

### Club
Ziegler cominciò la carriera con la maglia dello Stoccarda, esordendo nella Bundesliga in data 5 settembre 1992, subentrando a Fritz Walter nella vittoria per 1-0 contro lo Schalke 04. Nel 1996 passò ai norvegesi dello Strømsgodset, esordendo nell'Eliteserien il 13 aprile: fu infatti titolare nel successo per 2-3 sullo Skeid. Il 12 maggio successivo arrivò la prima rete, nel pareggio per 2-2 contro lo Stabæk. Tornò poi in Germania e giocò nelle serie minori del campionato tedesco, con le maglie di Ulm, Reutlingen e Mannheim.